# Chimakuan
Chimakuan je porodica američkih indijanskih jezika s pacifičke obale Washingtona. Članovi porodice su jezici kojima su se služili Indijanci Hoh, Quileute i Chemakum ili Chimakum, po kojima je dobila ime. Jezik quileute [qui], jedini je živi član porodice. a pripadao mu je i jezik chimakum [cmk]. Prethodno se vodila kao dio Velike porodice Algonquian-Wakashan. 

## Vanjske poveznice
- Chimakuan Family
- Chimakuan (14th)
- Tree for Chimakuan  Arhivirana inačica izvorne stranice od 19. rujna 2008. (Wayback Machine)